# Хантзингер, Хьюго
Хьюго Хантзингер (англ. Hugo Harold Huntzinger; 17 января 1934, Лос-Анджелес, Калифорния — 22 ноября 1993, Хило, Гавайи) — американский геолог, директор национальных парков на Гавайских островах, службы национальных парков, где организовал программы по охране эндемичных видов животных и растений.

## Биография
Родился в 1934 году в Лос-Анджелесе в семье Гарольда и Софьи Хантзингеров. У него есть брат Давид и сестра Соня (Хагер). Его бабушка приехала в США из Пинска, Российская империя. В 1992 году он путешествовал Россию, чтобы посмотреть родину предков.
Выпускник Государственного Университета Сан-Хосе, по специальности геология и минералогия.
Служил в армии в Корее, где он встретил свою жену.
С 1957 года он работал в системе Национальных парков США.
В 1971 году выступал против устаревшей политики руководства Службы национальных парков.
До 1974 года был начальником Коронадо Национальный Мемориал.
С 26 мая 1974 года по 19 декабря 1987 года он был директором Национального парка Халеакала. Он начал программу по борьбе с воздействием на уникальную гавайскую природу одичавшими козами, сократив их численность в парке в 10 раз.

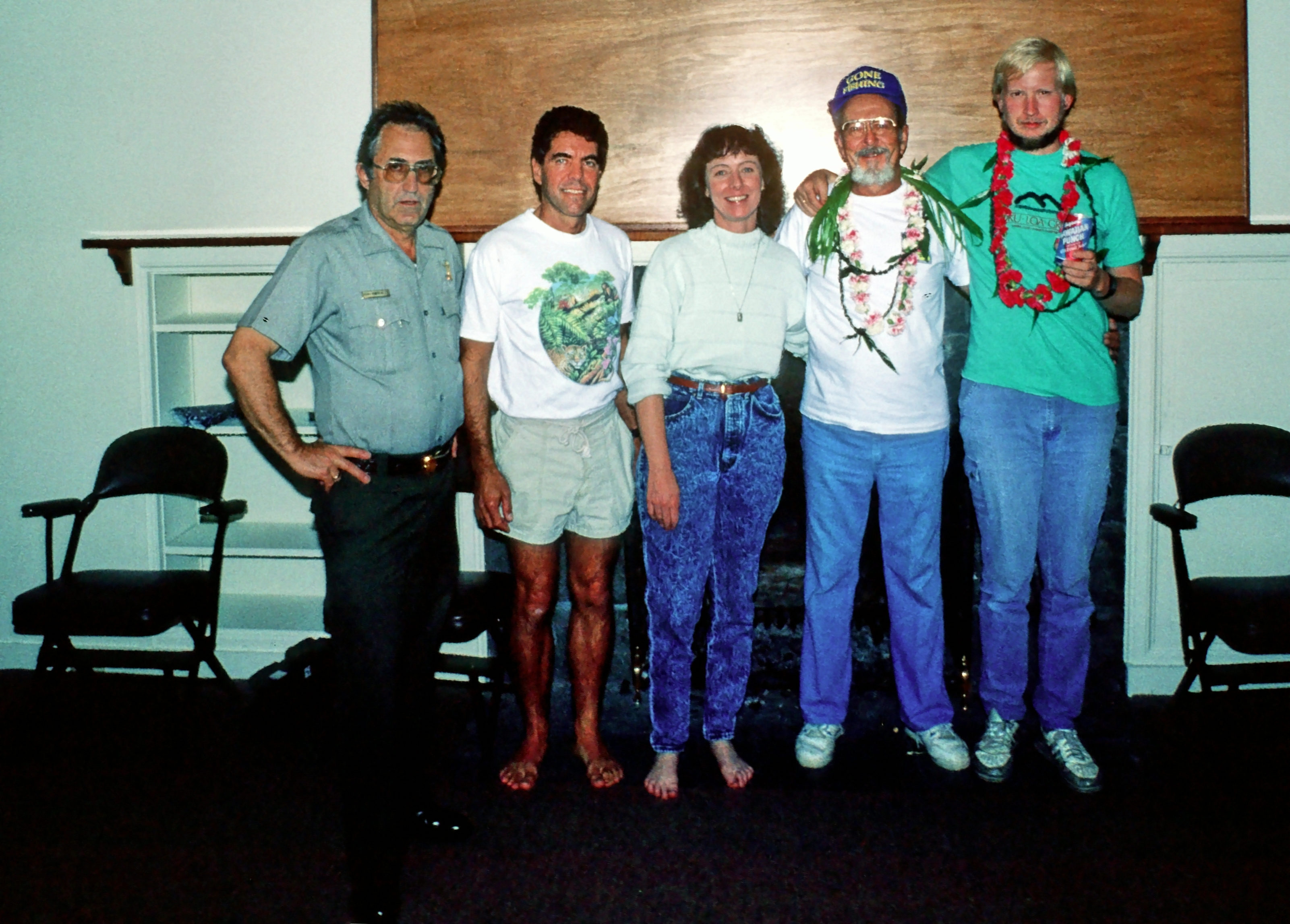
Х. Хантзингер с волонтерами в Гавайском вулканическом национальном парке, 1990

С 20 декабря 1987 года он был директором в Гавайском вулканическом национальном парке
Он был противником вертолётных полётов над обоими парками. Шум от них причиняет большой вред природе и мешает туристам и учёным.
Он также считал, что предлагаемый коммерческий стартовый комплекс для космических ракет представляет собой «прямую угрозу» для гавайской природы.
Последние годы страдал от бронхиальной астмы вызванной вулканическими газами и вогом.
Он умер утром 22 ноября 1993 года, от приступа астмы по пути в Больницу Хило. Его гражданская панихида состоялась 27 ноября, на краю кратера Халемаумау.

## Семья
Жена — Чжа Кен.
- Сын — Лоренц.
- Дочь — Фрэнсис Риццо.

## Членство в организациях
- Ротари клуб
- PSI World